# Kollegiatstift St. Willibald (Eichstätt)
St. Willibald Eichstätt ist ein ehemaliges Kollegiatstift in Eichstätt in Bayern in der Diözese Eichstätt.

## Geschichte
Das Domannex-Stift wurde 1276 durch Bischof Hildebrand gegründet; es wurde 1806 im Zuge der Säkularisation aufgelöst. Das Stift verfügte über keine eigene Kirche, sondern nutzte den Westchor im Eichstätter Dom, der nach den dort befindlichen Reliquien des ersten Bischofs von Eichstätt, des später heiliggesprochenen Willibald von Eichstätt, auch als Willibaldschor bezeichnet wird.